# كلوستريديوم ميثيل البنتوز
مطثية ميثيل البنتوز (الاسم العلمي:Clostridium methylpentosum) هي نوع من بكتيريا تتبع جنس المطثية من فصيلة نظيرات المطثية. نسبة إلى مركب ميثيل البنتوز.